# Пайн-Бенд (Міннесота)
Пайн-Бенд (англ. Pine Bend) — переписна місцевість (CDP) в США, в окрузі Меномен штату Міннесота. Населення — 31 особа (2020).

## Географія
Пайн-Бенд розташований за координатами 47°25′6″ пн. ш. 95°35′49″ зх. д. / 47.41833° пн. ш. 95.59694° зх. д. (47.418251, -95.596838).  За даними Бюро перепису населення США в 2010 році переписна місцевість мала площу 3,27 км², з яких 3,25 км² — суходіл та 0,01 км² — водойми.

## Демографія
Згідно з переписом 2010 року, у переписній місцевості мешкало 28 осіб у 11 домогосподарстві у складі 6 родин. Густота населення становила 9 осіб/км².  Було 11 помешкання (3/км²).
Расовий склад населення:
| - 75,0 % — корінних американців - 17,9 % — білих |

До двох чи більше рас належало 7,1 %. Частка іспаномовних становила 0,0 % від усіх жителів.
За віковим діапазоном населення розподілялося таким чином: 25,0 % — особи молодші 18 років, 53,6 % — особи у віці 18—64 років, 21,4 % — особи у віці 65 років та старші. Медіана віку мешканця становила 47,5 року. На 100 осіб жіночої статі у переписній місцевості припадало 86,7 чоловіків;  на 100 жінок у віці від 18 років та старших — 110,0 чоловіків також старших 18 років.
За межею бідності перебувало 42,1 % осіб, у тому числі 0,0 % дітей у віці до 18 років та 42,9 % осіб у віці 65 років та старших.
Цивільне працевлаштоване населення становило 4 особи. Основні галузі зайнятості: фінанси, страхування та нерухомість — 50,0 %, сільське господарство, лісництво, риболовля — 50,0 %.